# Azolla cristata
Azolla cristata là một loài dương xỉ trong họ Salviniaceae. Loài này được Kaulf. mô tả khoa học đầu tiên năm 1824.